# Boggle
Boggle ist ein Denkspiel mit Buchstaben und Wörtern von Alan Turoff. Es erschien 1972 in den Vereinigten Staaten bei Parker Brothers, allerdings wenig erfolgreich. Nach einer werbereichen Neuveröffentlichung 1976 wurde es 1977 millionenfach verkauft. 1978 wurde es auch in Deutschland von Parker veröffentlicht, eine Neuauflage erschien 2004.
Das etwa fünf Minuten dauernde Spiel kann mit beliebig vielen Mitspielern ab etwa acht Jahren gespielt werden. 1997 veröffentlichte Hasbro das Spiel unter gleichem Namen auch für den PC. 2010 erschien die elektronische Neufassung des Spiels als Boggle Flash, gefolgt von der entsprechenden Langenscheidt-Edition, die die gelegten Wörter explizit mit offiziellen Wörterbüchern abgleicht, sowie der Boggle Buchstabensuppe als Version des Spiels auch für die Kleinen.

## Zubehör
Zum Inhalt des Spieles zählen
- eine Eieruhr (Sanduhr) zur Zeitbegrenzung,
- die Form mit vier mal vier Feldern,
- 16 Würfel, die verschiedene Buchstaben zeigen,
- der Deckel, damit beim „Boggeln“ kein Würfel zu Boden fällt,
- die Spielregel.

Zusätzlich werden Stifte und Papier benötigt.

## Regeln
Nachdem ein Mitspieler geboggelt hat und die Sanduhr umgedreht wurde, wird das Raster aufgedeckt. Nun müssen die Spieler Wörter mit mindestens drei Buchstaben bilden, sodass im Wort aufeinander folgende Buchstaben nebeneinander (auch diagonal) liegen und kein Würfel doppelt verwendet wird. Sprünge im Wort sind also nicht erlaubt. Außerdem sind Eigennamen und fremdsprachige Wörter sowie Abkürzungen verboten. Dagegen können gebeugte Verben oder deklinierte Nomen und Pluralformen genutzt werden. Je mehr Buchstaben ein Wort besitzt, desto mehr Punkte werden dafür vergeben.
Je nach der Länge eines gefundenen Wortes gibt es die folgenden Punktzahlen:
| Wortlänge | Punkte |
| --------- | ------ |
| 3, 4      | 1      |
| 5         | 2      |
| 6         | 3      |
| 7         | 5      |
| 8+        | 11     |

Ist die Spielzeit verstrichen, werden alle gefundenen Wörter verlesen und wie in einigen Varianten des bekannten Ratespiels Stadt, Land, Fluss müssen alle doppelt vorhandenen Begriffe gestrichen werden.

## Ende des Spiels
Das Spiel endet, wenn entweder eine bestimmte Punktzahl erreicht wurde oder wenn eine vorher festgelegte Anzahl an Spielrunden vergangen ist. Sieger ist der Mitspieler mit den meisten Punkten.

## Einsatz
Das Spiel dient in einigen Varianten als Lernspiel für den Deutsch- (Wortschatz, Orthografie) und Fremdsprachenunterricht, auch wenn in der deutschsprachigen Version die englische oder französische Buchstabenhäufigkeit nicht berücksichtigt wurde. Außerdem kann man Buchstabenwürfel in Spielzeuggeschäften nachkaufen.

## Varianten
Parker Brothers brachte einige weitere, teils weniger erfolgreiche Varianten des ursprünglichen Spieles heraus, darunter:
- Maxi Boggle mit 25 Buchstaben, veröffentlicht 1981
- Eine Version mit einem speziellen Würfel mit seltenen Buchstaben. Wer diesen rot gefärbten Würfel bei der Bildung der Wörter benutzte, erhielt Bonuspunkte.
- Body Boggle eine dem Twister ähnliche Variante, bei der zwei Spieler zusammen agierten und auf einem buchstabenbestückten Bodenplan Wörter nachstellen sollten.
- Mathematik Boggle

Hasbro veröffentlichte 1997 eine PC-Version (für Windows 95). Es wurde von der Firma PCA Graphics entwickelt und war mit bis zu vier Spielern gleichzeitig im Netzwerk spielbar. Außerdem wurden zur normalen Version auch noch vier weitere Spielmodi namens 3D-Boggle, Wortkampf, Weltraum und Brunnen hinzugefügt. Im Internet gibt es mehrere online-Varianten, z. B. Sechzehn und Wortopia.
Zudem existiert eine Boggle-Junior – Version für jüngere Kinder sowie eine Reiseversion mit kleineren Ausmaßen.